# لئونارد کارو
لئونارد کارو (به انگلیسی: Leonard Carow) (زاده ۲۶ ژوئن ۱۹۹۴) بازیگر آلمانی است.
از فیلم‌های معروف او می‌توان به بازی در فیلم اسب جنگی و من کی هستم اشاره کرد.